# Бял бор
Белият бор (Pinus sylvestris) е вечнозелено растение. Расте като високо дърво в Европа и Азия. Живее до 600 години.

## Устройство и качества
Старите борове имат дебела и напукана тъмнокафява кора, а младите борчета – тънка, червеникавокафява. В горната част на дървото кората е по-светла и изглежда олющена. По това белият бор се отличава от черния и от другите иглолистни дървета.
Стъблото на белия бор е право и стройно. Високо е до 50 m и дебело до 1,5 m. Клоните му са разположени на пръстени (прешлени), по които може да се преброят годините му. При нараняване от ствола на бора изтича смола. Тя се стича в нараненото място, втвърдява се и предпазва дървото от загниване и по-тежко заболяване. 
Игличките му остават по клончетата до 5 години; не опадат всички едновременно в 1 година. Иглички са дълги до 7 cm, усукани около оста си и са разположени 2 по 2 върху специфични скъсени клонки, наречени брахибласти, които обхващат основата на иглиците като къса тръбица.

## Размножаване
Борът цъфти през април и май. Тогава се извършва опрашването. Шишарките узряват през втората година. Така на едно и също борово дърво могат да се видят и сухи, и зелени шишарки. Характерна тяхна особеност е, че върховете им сочат навътре, в посока към основата на съответния клон/центъра на дървото. Люспите им изсъхват и се отварят чак през третата година, когато семената узреят. Снабдени са с ципесто крилце, което им помага да летят, подети от вятъра, и да се засяват сами.

## Разпространение
Предпочита по-големите височини в планината – от 500 до 2200 m надморска височина.
В България белият бор се среща естествено главно в Рило-Родопския планински масив, по-ограничено и в другите планини. В Стара планина са запазени само единични дървета. Белият бор е най-широко култивираният иглолистен вид.

## Приложение
Белият бор се използва широко в строителството и медицината. От смолата след химическа преработка се получават терпентин, колофон, катран, а от дървесината – хартия и изкуствени влакна, от които се тъкат платове. Младата кора се използва за щавене на кожи. С борови шишарки вълната се багри тъмносиньо. От семената се получава безир, с който се полират мебелите.

## Действие и приложение в медицината
Въздухът в боровата гора има приятен дъх. Това се дължи на особени летливи вещества, които се отделят от игличките. Те убиват микробите, затова в боровите гори са построени много санаториуми за лечение на белодробни заболявания.
В съвременната медицина се използват боровите пъпки, намиращи се по върховете на клонките, които се събират рано на пролет.
Има противовъзпалително, отхрачващо, смекчаващо лигавиците действие. Разширява кръвоносните съдове и разтваря камъните в пикочния мехур. Препоръчва се при бронхити, ангина, туберкулоза, при простуда (за инхалации и разтривки), ишиас, камъни в бъбреците и пикочния мехур. Боровите връхчета се използват при задух, подагра и хемороиди.